# کیرا دات
کیرا دات (به انگلیسی: Kyra Dutt) (زاده ۱۲ مارس ۱۹۹۱) بازیگر هندی است.
از کارهای معروف او می‌توان به بازی در فیلم دختران تقویم، پول برگشتی، بادبادک بانا و شکستن همه موانع اشاره کرد.